# 道の駅のだ
道の駅のだ（みちのえき のだ）は、岩手県九戸郡野田村にある国道45号の道の駅である。愛称は観光物産館ぱあぷる。
2025年（令和7年）6月20日に野田村大字野田25地割の野田村交流物産等複合施設に移転した。これにより三陸沿岸道路 野田ICの至近となる。移転後も『ぱあぷる』の愛称は継続して使用する。

## 歴史
- 1992年（平成4年）
  - 開駅[3]。

- 1993年（平成5年）
  - 2月23日 - 道の駅登録[3]。

- 2025年（令和7年）
  - 6月20日 - 移転[1][2]。

## 施設
- 駐車場
  - 普通車：32台
  - 大型車：5台
  - 身障者用：3台
- トイレ
  - 男：大 4器（2器）、小 6器（3器）
  - 女：7器（4器）
  - 身障者用：2器（1器）

※（）は、24時間利用可能
- 公衆電話：2台
- 観光物産館ぱあぷる
  - 塩の道展示コーナー
  - 特産物販売
  - レストラン「ぱあぷる」(11:00 - 15:00)
- 産直ぱあぷる (8:30 - 18:00)

## 休館日
- 観光物産館：1月1日、3月31日、9月30日
- レストラン：水曜日、年末年始
- 産直ぱあぷる：第1火曜日、年末年始
- 三陸鉄道陸中野田駅：無休

## アクセス
- 国道45号 - 登録路線
  - 岩手県道29号野田山形線（塩の道、野田街道）
  - 岩手県道217号野田港線
  - E45 三陸沿岸道路（野田久慈道路）野田IC
- 三陸鉄道リアス線 陸中野田駅

## 周辺
- 野田村役場
- 岩手県立久慈工業高等学校
- ライジング・サンスタジアム
- 野田湾
- 十府ヶ浦